# Podvozek letadla

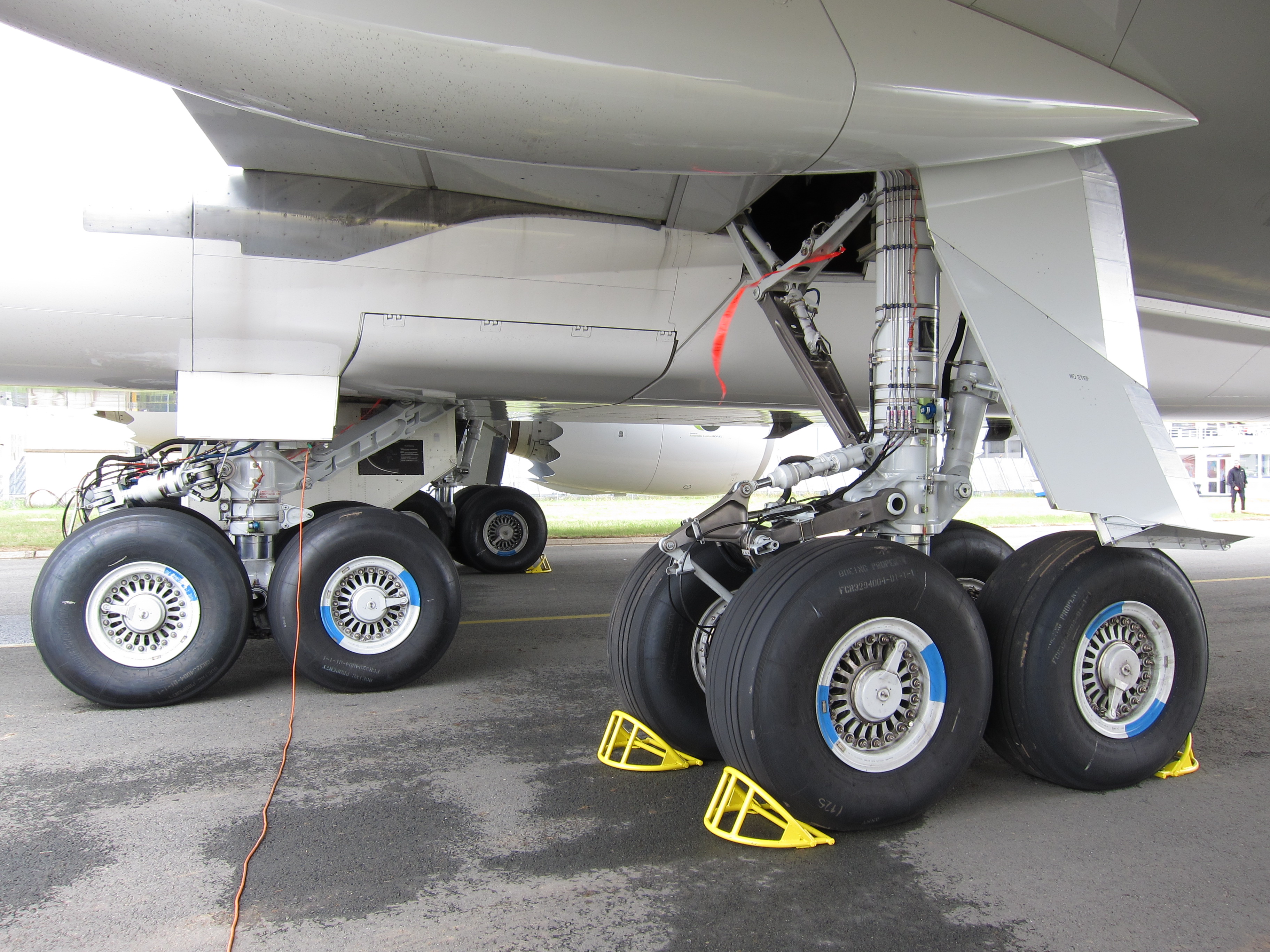
Zatahovací hlavní podvozek letounu Boeing 747

Podvozek letadla je součástí draku letadla. Slouží k jeho pohybu po zemi při rozjezdu, při doběhu po přistání a pojíždění po letišti. U letadel podvozek podpírá letoun, když neletí což mu umožňuje vzlétnout, přistát a pojíždět bez poškození. Nejběžnější je podvozek kolový. Dále existují lyže, ližiny nebo plováky potřebné k provozu ze sněhu/ledu/vody či pro vertikální operace na souši. Zatahovací podvozky se během letu skládají, což snižuje odpor vzduchu a umožňuje let vyšší rychlostí. Podvozek musí být dostatečně pevný, aby letadlo unesl a jeho konstrukce ovlivňuje hmotnost, vyvážení a výkon. Často se skládá ze tří kol nebo sad kol, což dává efekt stativu. Zachycuje také zatížení, která působí na letadlo při přistání a pojíždění po nerovné ploše, proto je součástí podvozku tlumič, schopný tyto nárazy pohlcovat. Podvozky se především dělí na pevné a zatahovací. Zatahovacími podvozky je vybavena naprostá většina vojenských, nákladních i dopravních letounů od druhé poloviny 20. století.
Vzhledem k jejich rozmanitým konstrukcím a aplikacím existují desítky specializovaných výrobců podvozků. Mezi tři největší výrobce patří Safran Landing Systems, Collins Aerospace (součást Raytheon Technologies) a Héroux-Devtek.

## Uspořádání a konstrukce podvozku

### Dle aerodynamických požadavků
- Pevný – Konstrukční části podvozku jsou zpravidla zakrytovány aerodynamickými kryty.
- Zatahovací – Včetně varianty částečně zatahovacího podvozku.

### Dle schéma uspořádání
U většiny letounů můžeme odlišit hlavní podvozky, které nesou rozhodující část hmotnosti letadla (umístěné zpravidla pod křídlem) a pomocné podvozkové nohy (například příďové), které nesou jen zbytkové síly spojené s tím, že hlavní podvozkové nohy nejsou umístěny přesně pod těžištěm, případně klopné momenty, např. od brzdění.
- Se zadním (ocasním) kolem – Zadní část podvozku bývá označována jako ostruhový podvozek. V raných dobách letectví se místo zadního kola používala ostruha, některé ultralehké letouny však používají ostruhu i dnes.
- S předním (příďovým) kolem – Přední část podvozku bývá označována jako příďový podvozek. Toto uspořádání podvozku se mj. rozšířilo v souvislosti s nárůstem cestovní rychlosti letadel, kdy je rozdíl mezi vzletovou a cestovní rychlostí tak velký, a kromě vztlakové mechanizace se při vzletu využívá významného zvýšení úhlu náběhu (stlačení ocasu směrem dolů).
- Tandemový podvozek – Dvě rovnocenné podvozkové nohy umístěné v ose trupu, většinou doplněné vyrovnávacími nohami umístěnými na křídlech.

### Dle konstrukčního řešení
- Příhradový – Varianta používaná především v raných dobách letectví.
  - Osový
  - Poloosový
  - Pyramidový (s dělenou osou)
- Nosníkový – Nosníková podvozková noha je vytvořena konzolovým nosníkem, jehož horní konec je vetknut v konstrukci křídla nebo trupu a na dolní je připojeno kolo.
  - Vidlicový
  - Polovidlicový
- Příhrado-nosníkový – Podvozková noha, vytvořená jedním nebo dvěma konzolovými nosníky (vzpěrami), podepřená výztužnými pruty.
  - Jednovzpěrový
  - Dvouvzpěrový

## Typické požadavky na vlastnosti podvozku letadel
- Nerušené pojíždění, dostatečná stabilita a ovladatelnost letadla na zemi.
- Co nejmenší čelný odpor za letu (dosáhne se toho zatažením podvozku nebo u nezatažitelného tím, že počet součástí vyčnívajících do proudu je co nejmenší a že jsou pod aerodynamickými kryty).
- Dostatečná pevnost (při maximálním stlačení tlumičů nesmí napětí ve vzpěrách podvozku přesáhnout mez úměrnosti).
- Zajistit pohlcení třecích sil při brzdění.
- Při stlačení tlumičů co nejmenší posuv kol ve směru podélné osy letadla a zachování stálého rozchodu podvozku.
- Zajistit nerušené zavěšení a shazování bomb.
- Taková světlá výška, aby při plném stlačení pneumatik a tlumičů byla zaručena dostatečná vzdálenost mezi konci listů vrtule i nejnižším bodem ocasní části letadla a povrchem země.
- Jednoduchost a spolehlivost konstrukce a pohodlný provoz.

### Další požadavky na zatahovací podvozek
- Doba zatahování a vytahování podvozku nemá přesahovat u menších letounů 8–12 s, u velkých letounů 15–20 s.
- U podvozku má být mechanizmus pro nouzové vytahování.
- Podvozek musí mít v zataženém a vytaženém stavu spolehlivé zajištění a signalizaci stavu.
- V zatažené poloze musí být prostory pro kola, vzpěry a výztuhy podvozku těsně uzavřeny dvířky.

## Galerie

Letouny
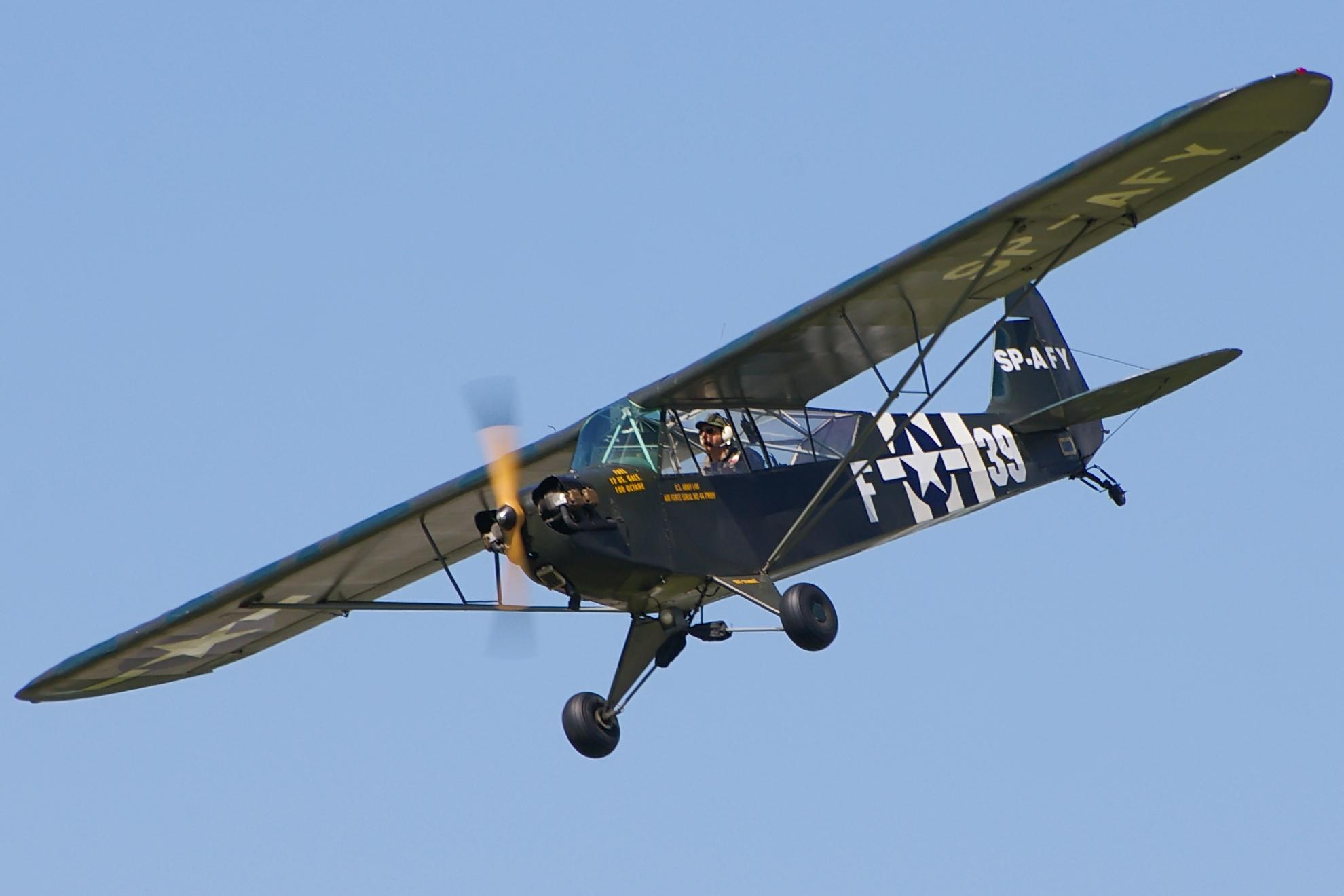
Piper Cub s konvenčním ostruhovým kolem
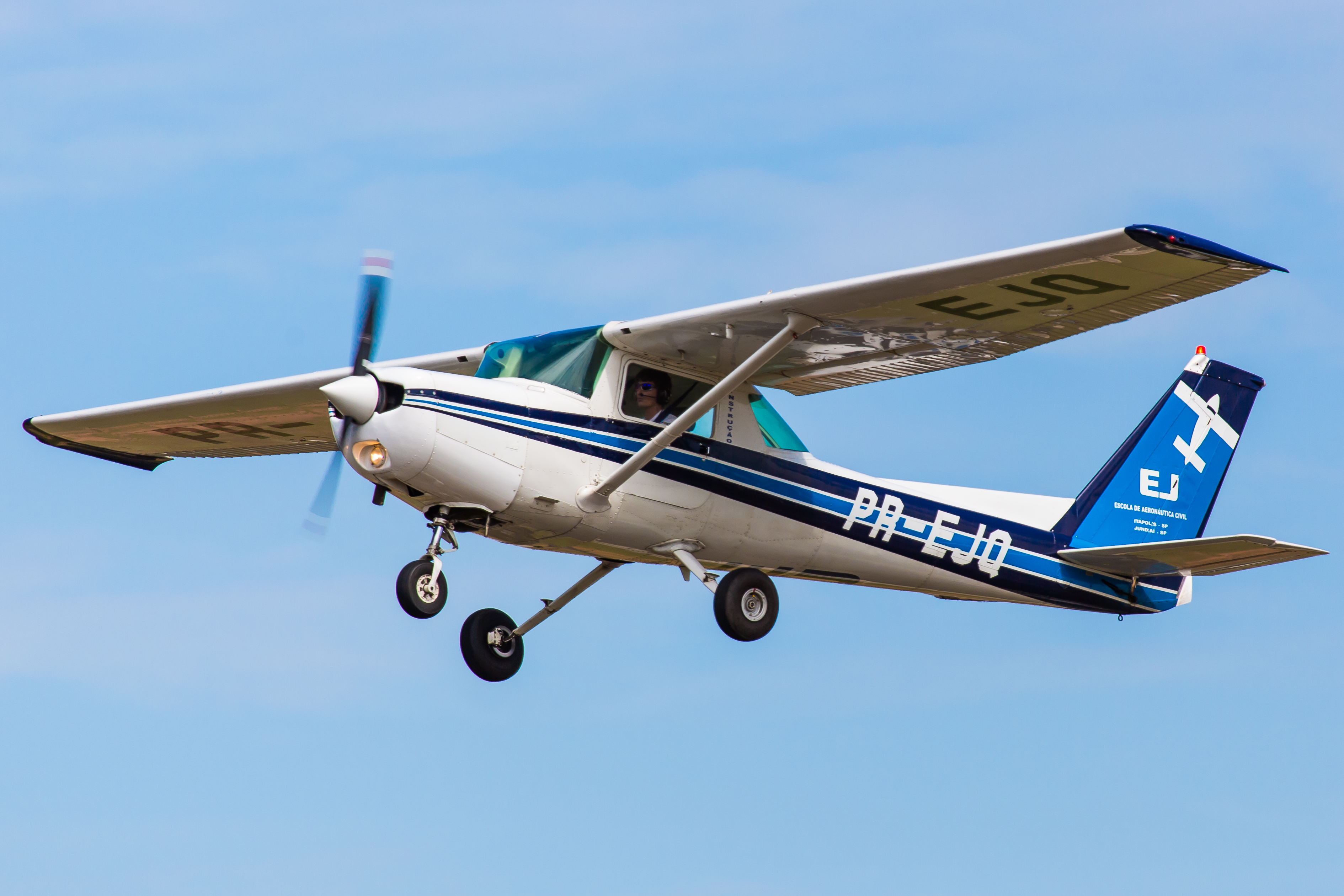
Cessna 152 s příďovým kolem
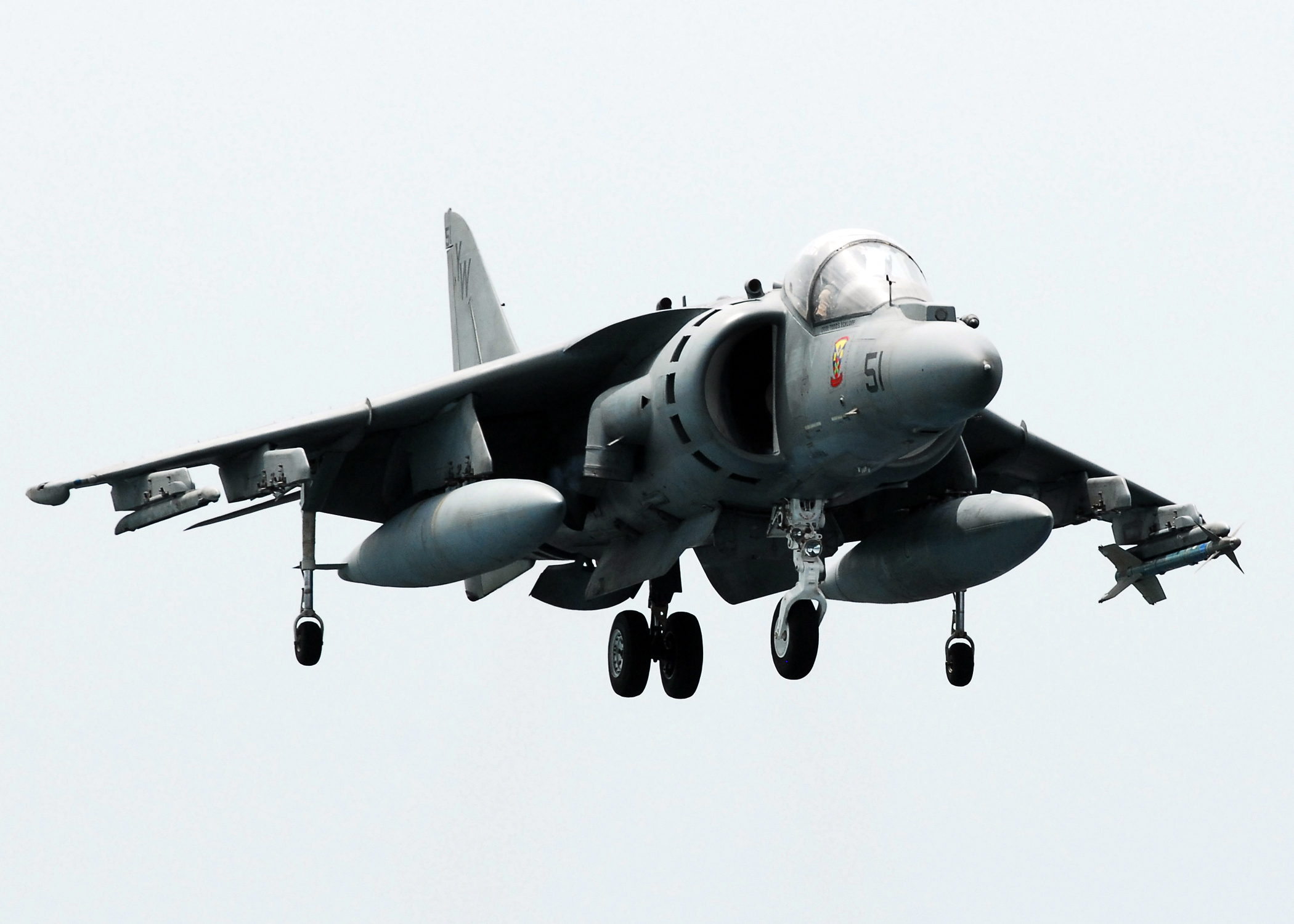
AV-8B Harrier s tandemovým podvozkem
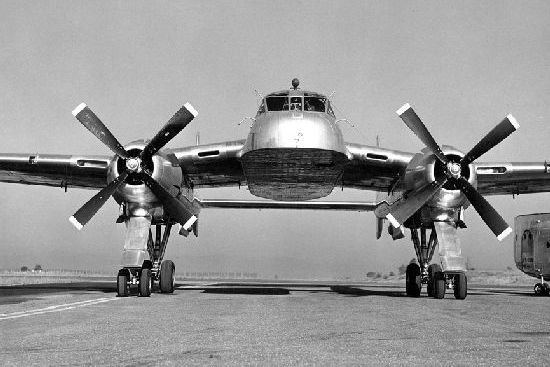
Fairchild XC-120 Packplane s čtyřnohým podvozkem